# Trilby (film fra 1931)
 For alternative betydninger, se Trilby (flertydig). (Se også artikler, som begynder med Trilby)
Trilby (originaltitel: Svengali) er en amerikansk horrorfilm fra 1931, instrueret af Archie Mayo. I hovedrollerne spiller John Barrymore og Marian Marsh. Manuskriptet blev skrevet af J. Grubb Alexander baseret på romanen af samme navn af George du Maurier.
Filmen var nomineret til to Oscars nemlig Bedste scenografi til Anton Grot og Bedste fotografering til Barney McGill.

## Eksterne Henvisninger
- Trilby på Internet Movie Database (engelsk)
- Trilby i Svensk Filmdatabas (svensk)
- Trilby på MovieMeter (nederlandsk)
- Trilby på AllMovie (engelsk)
- Trilby hos American Film Institute (engelsk)
- Trilbys profil hos Encyclopædia Britannica Online (engelsk)
- Trilby på Turner Classic Movies (engelsk)
- Trilby på The Movie Database (engelsk)
- Trilby på Rotten Tomatoes (engelsk)
- Trilby på Filmaffinity (engelsk)